# Виллафаллетто
Виллафаллетто (итал. Villafalletto, пьем. Vila Falèt, Vila ’d Coni) — коммуна в Италии, располагается в регионе Пьемонт, в провинции Кунео.
Население составляет 2873 человека (2008 г.), плотность населения составляет 99 чел./км². Занимает площадь 29 км². Почтовый индекс — 12020. Телефонный код — 0171.
Покровителем населённого пункта считается святой San Luigi Gonzaga.

## Демография
Динамика населения:

## Города-побратимы
- Торремаджоре, Италия (2009)

## Администрация коммуны
- Официальный сайт: http://www.comune.villafalletto.cn.it/